# Conquête du Désert

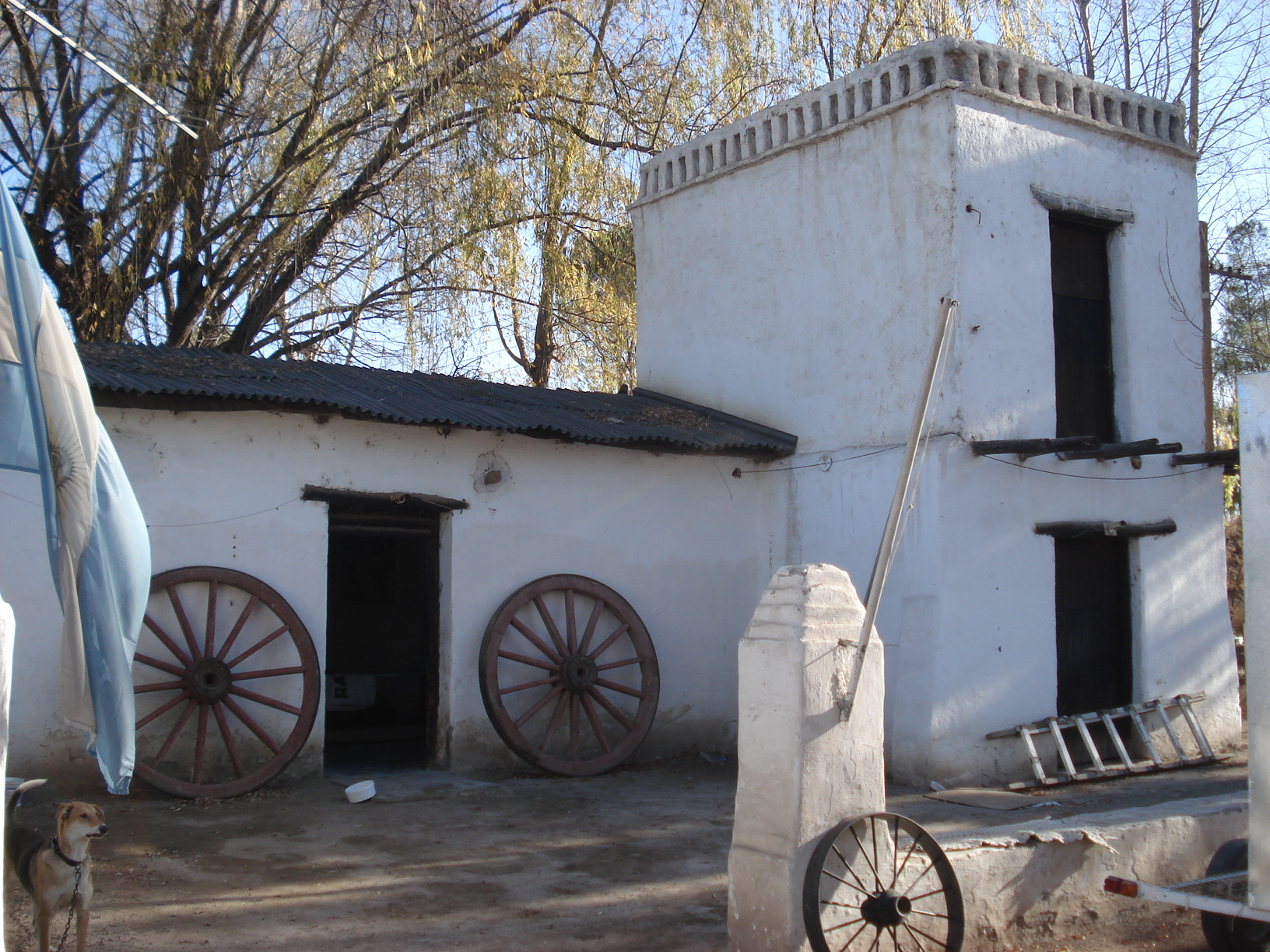
Reconstruction de fortin d'époque, Cipolletti, río Negro, Argentine

La conquête du Désert ou campagne du Désert est une campagne controversée du gouvernement argentin, exécutée par l'armée argentine entre 1878 et 1885 sous les ordres du général, et futur président, Julio Argentino Roca, afin d'obtenir la domination totale sur les régions du sud de la Pampa et sur la Patagonie orientale, jusqu'alors sous domination de la nation mapuche.
Une polémique récente résumée par l'expression « Civilisation ou génocide ? », pose la question de savoir si la Conquête du Désert fut mise en route pour exterminer les peuples autochtones (Mapuches) ou plutôt pour mater les groupes « violents » d'« Indiens » qui refusaient de « se laisser assimiler » par la « civilisation occidentale ». Pour le sociologue Daniel Feierstein, auteur de El genocidio como practica social (2008), la qualification de « génocide » se justifie. Ce dernier parle de génocide constituant en ce sens qu'il donna naissance à la nation argentine en visant les groupes qui ne faisaient pas partie de ce nouvel État. 
L'historiographie est, en effet, partagée quant à cet événement de l'histoire de l'Argentine : comment rendre compte d'un événement décisif pour la naissance du territoire argentin actuel mais, aussi et surtout, véritablement destructeur pour des milliers d'indigènes ?

## Historique

### Antécédents
L'arrivée des colons espagnols sur les rives du río de la Plata et la fondation de la ville de Buenos Aires en 1536 amènent presque immédiatement les premiers affrontements entre Espagnols et Indiens essentiellement les tribus dites « Pampas ».
La région autour de Buenos Aires est soustraite aux indigènes qui en sont dépossédés, pour être utilisées pour l'élevage de bétail, ce qui naturellement fait disparaître la faune locale dont les Indiens se nourrissent. Ceux-ci répondent en volant vaches et chevaux dans les fermes. Pour éviter cela, les colons espagnols construisent des fortins et défendent leurs terres contre les fréquentes attaques indiennes appelées malónes (es) (raids / razzias).
La ligne de séparation entre les territoires des fermes et les terres sauvages progresse lentement à partir de Buenos Aires vers l'ouest et le sud. À la fin du XVIIIe siècle le petit fleuve appelé río Salado devient la frontière entre les deux sociétés. Beaucoup d'Indiens abandonnent leur tribu pour travailler dans les fermes espagnoles et se mélangent à ceux-ci. C'est l'origine des gauchos, fruit de la fusion des deux peuples.
Après l'indépendance en 1816, l'Argentine montre ouvertement son intention d'occuper les terres des Ranquels et des Mapuches. Les offensives coordonnées de Martín Rodríguez en 1823 et de Juan Manuel de Rosas en 1833, depuis la province de Buenos Aires, et d'autres armées argentines depuis la région du Cuyo, ont comme objectif de conquérir de nouveaux territoires aux mains des Ranquels et des Mapuches, causant de lourdes pertes parmi ces derniers. 
Dans la seconde moitié du XIXe siècle, tant l'Argentine que le Chili planifient la conquête totale des territoires habités par les Mapuches. La population globale du Desierto est estimée en 1867 à environ 30 000, au maximum 50 000 indigènes (adultes, masculins ?).
En 1872, le chef ranquel Calfucurá, avec une armée de 6 000 combattants, attaque les villes de General Alvear, Veinticinco de Mayo et Nueve de Julio, toutes trois situées en province de Buenos Aires. Il en résulte une énorme tuerie faisant 300 morts chez les Argentins créoles et 200 000 têtes de bétail abattues. Le fait est décrit comme un antécédent immédiat des campagnes entreprises par le général Julio Argentino Roca connues sous l'appellation de « conquête du Désert » (Conquista del Desierto).

### La campagne d'Alsina

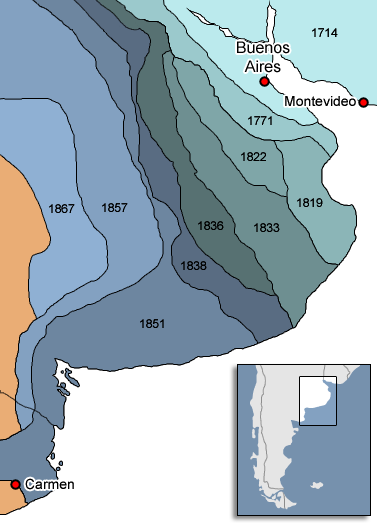
Avancée de la ligne de défense argentine, dite

En 1875, Adolfo Alsina (1829-1877), ministre de la guerre sous le président Nicolás Avellaneda (1837-1885), présente au gouvernement un plan que, plus tard, il décrit comme destiné à « peupler le désert et non détruire les Indiens. »
Le premier pas est d'interconnecter Buenos Aires et les fortins frontaliers au moyen de lignes télégraphiques.
Ensuite on signe un traité de paix avec le cacique Juan-José Catriel (1838-1910), paix qui sera rompue peu après, à la suite d'une attaque menée par ce dernier en commun avec Namuncurá (fils de Calfucurá) contre Tres Arroyos, Tandil, Azul et d'autres localités et fermes, attaque encore plus meurtrière que celle de 1872.
Alsina répond en attaquant les indigènes, les forçant à se replier, laissant des fortins sur sa route vers le sud pour protéger les territoires conquis. Enfin, pour éviter le transport du bétail dérobé, il construit la « tranchée d'Alsina » longue de 374 km, qui sert de limite pour les territoires non conquis.
Les indigènes continuent leurs attaques et la « collecte » de bovins volés dans les fermes de la province de Buenos Aires et le sud de celle de Mendoza, mais ils éprouvent des difficultés pour s'échapper avec les animaux, qui rendent leur marche lente, et ont à affronter les unités de patrouille qui les poursuivent.
Beaucoup d'indigènes qui non seulement souffrent de la faim, mais aussi de la vengeance des hommes blancs, décident de s'unir aux fermes-estancias pour travailler pour eux en échange de nourriture et de refuge, mais les autres résistent.
Après le décès d'Alsina en 1877, Julio Argentino Roca (1843-1914) est nommé nouveau ministre de la Guerre et poursuit son travail.

### La campagne de Roca

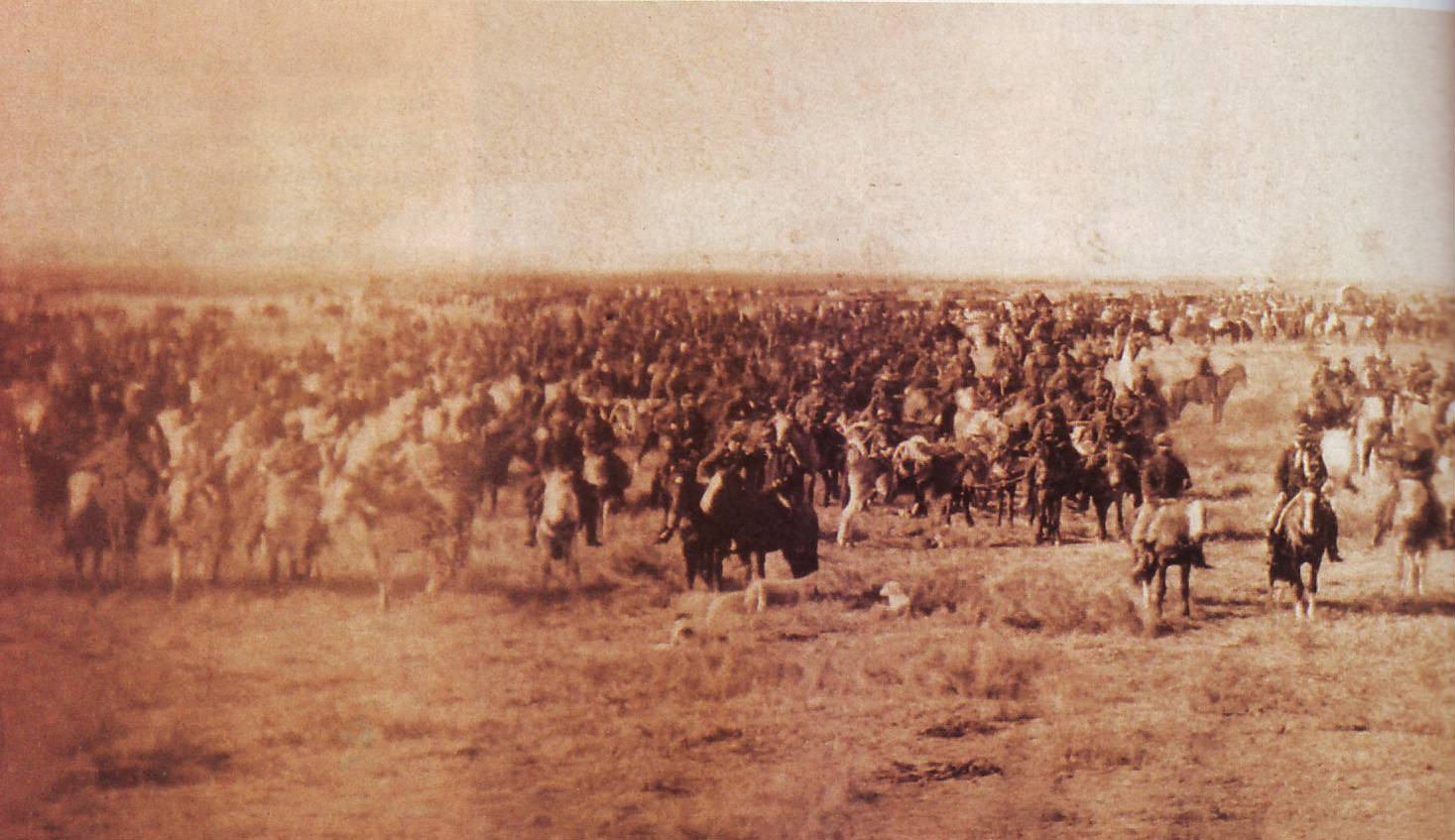
Campagne du Désert, rio Negro, 1879, photographie

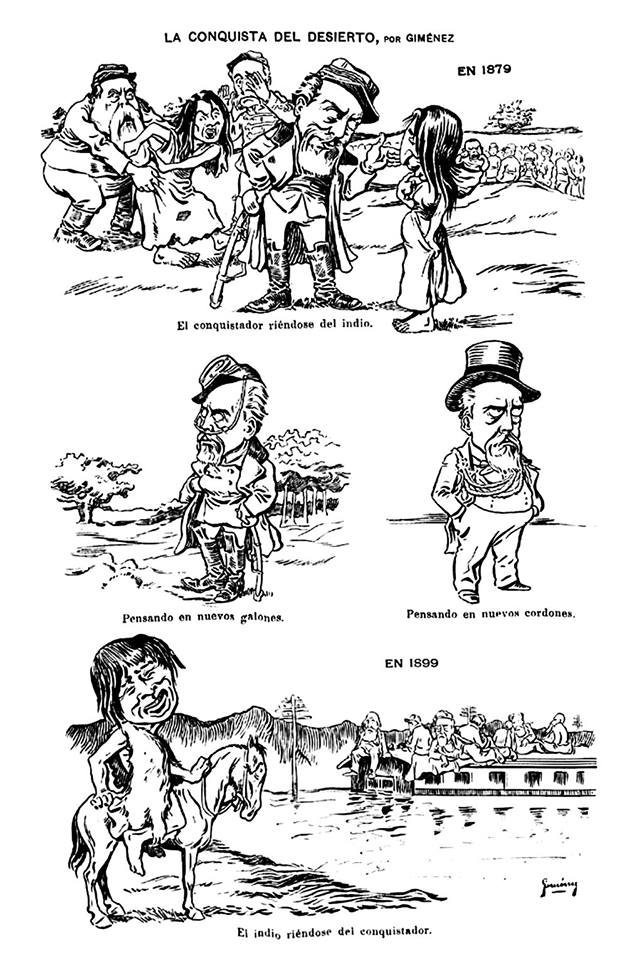
« La Conquête du désert, par Gimenez - En 1879 : le conquérant se moquant de l'Indien » - « Songeant à de nouveaux galons » - « Songeant à de nouvelles décorations » - « En 1899 : l'Indien se moquant du conquérant », caricature sur les inondations du Chubut en 1899.

Roca, contrairement à Alsina, croit que la seule solution contre la menace causée par les peuples indigènes est de les anéantir, les soumettre ou les expulser. La conquête est ainsi justifiée par des facteurs politiques, économiques mais également idéologiques.
Dès 1852, Juan Bautista Alberdi défend la thèse selon laquelle les peuples indigènes doivent disparaître et leurs terres doivent appartenir aux créoles ou européens. En 1845, Domingo Faustino Sarmiento avance que l'expansion territoriale permettrait l'avancée de la civilisation sur les indigènes, qu'il qualifie de barbares.
À la fin de 1878, il lance sa première offensive pour nettoyer la zone située entre la tranchée d'Alsina et le río Negro au moyen d'attaques systématiques et soutenues contre les établissements indigènes.
En 1878, Estanislao Zeballos rédige en quelques semaines, et à la demande de Roca, un véritable ouvrage de propagande justifiant la conquête. C'est notamment grâce à ce projet que Roca peut obtenir la révision de la loi autorisant l'extension de la frontière argentine au Congrès argentin.
En 1879, avec 6 000 soldats dotés de nouveaux fusils, la deuxième offensive commence, atteignant Choele Choel en deux mois. La localité est livrée pacifiquement par les indigènes locaux. Partis de différents points, les compagnies du sud font leur route jusqu'au río Negro et au Neuquén, affluent nord du río Negro. Ensemble les deux cours d'eau font une frontière naturelle depuis les Andes jusqu'à l'Atlantique.
Un grand nombre d'établissements civils sont dès lors créés dans le bassin de ces deux cours d'eau, ainsi que dans celui du río Colorado. Par mer, quelques établissements sont érigés dans le bassin du río Chubut, principalement par des colons gallois.

### La campagne finale
Roca succède à Nicolás Avellaneda comme président de l'Argentine en 1880. Il croit qu'il est urgent et impératif de conquérir les territoires situés au sud du río Negro, et ordonne la campagne de 1881 sous le commandement du colonel Conrado Villegas.
En un an, ce dernier conquiert le territoire de l'actuelle province de Neuquén (il atteint ainsi le río Limay). La campagne continue malgré la résistance des populations indigènes habitant plus au sud. La dernière bataille est livrée le 18 octobre 1884. Il s'agit du dernier groupe rebelle qui comprend plus de 3 000 membres, sous le commandement des caciques Inacayal et Foyel. Ils se rendent deux mois plus tard dans l'actuelle province de Chubut.

## Historiographie contemporaine
Si l'historiographie traditionnelle a eu tendance à justifier cet épisode au nom de la nécessaire expansion et grandeur du territoire argentin, l'historiographie contemporaine tente de nuancer cela en rappelant les réalités d'un épisode particulièrement destructeur pour les populations indigènes : quatre B (bactéries-balles-Bible-bouteilles), accaparement de territoires tribaux (dont forêts, sources, rivières, lacs, cols), occupation, usurpation, expropriation, cantonnement, réserves, soumission de survie, ou retrait  pour les irréductibles dans des territoires (sans intérêt non plus pour les colons).
Au XXe siècle, peu d'œuvres font la critique de la conquête du désert, notamment en raison de la prépondérance des discours militaires et religieux. Cet épisode de l'histoire d'Argentine est donc encore justifié, à cette époque, par une nécessité militaire et nationale (voir par exemple les œuvres d'Eduardao Ramayón ou de Juan Carlos Walther). 
L'ouvrage de Walther est reconnu pour sa qualité et sa narration des divers épisodes militaires et historiques de la conquête, mais il n'est jamais fait mention de l'aspect critiquable d'un tel événement puisqu'il présente même l'extermination des indigènes comme inévitable pour l'accomplissement du destin militaire argentin (à la manière de la destinée manifeste de la conquête de l'Ouest nord-américaine). 
Les années 1980 sont marquées par l'émergence d'œuvres historiographiques qui remettent en question le discours officiel jusque-là avancé. 
En 1982, dans son ouvrage, David Viñas dénonce cet événement et critique la place des historiens qui avaient pu, auparavant, se prononcer sur cet épisode. Il dénonce également la volonté de l'Argentine de ne pas étudier son passé exterminateur vis-à-vis des populations indigènes, contrairement à d'autres pays qui ont accepté d'évoquer, et parfois même de reconnaître, leur passé. 
Viñas ouvre la voie à plusieurs autres œuvres critiques. 
Dans son monumental travail sur les indigènes d'Argentine, Carlos Martínez Sarasola, pose un nouveau regard sur la condition des indigènes et milite pour une reconnaissance de leurs droits fondamentaux. Les différents soulèvements mapuches témoignent de la résistance et de la résilience des différents peuples soumis.